# 河南省商务厅
河南省商务厅是中华人民共和国河南省人民政府主管内外贸易和对外经济合作工作的组成部门。挂河南省外商投资管理局牌子。

## 机构沿革
河南省商务厅于2003年11月19日根据《关于印发<河南省人民政府机构改革实施意见>的通知》(豫文[2003]131号)正式组建，承担原河南省对外贸易经济合作厅、河南省经济贸易委员会等单位的职能。

## 机构设置
河南省商务厅下设以下机构：

### 内设机构
- 办公室
- 综合处
- 开放办
- 法规处
- 人事处
- 财务处
- 秩序处
- 体系处
- 流通处
- 运行处
- 外贸处
- 服贸处
- 外资处
- 经合处
- 外经处
- 开发区处
- 欧美处
- 台港澳处
- 电商处
- 物流处
- 制度处
- 指导处
- 机关党委
- 离退休处

### 厅属及相关单位
- 中国国际贸易促进会河南省委员会
- 河南省投资促进局
- 河南省散装水泥办公室
- 河南省外贸学校
- 河南省商务厅电子商务办公室
- 河南省商务厅机关服务中心
- 河南省商业经济研究所
- 河南省商务促进中心
- 河南省博览事务局有限公司
- 河南省酒业协会
- 河南省人民政府驻北京办事处商务协作处
- 河南省商务厅驻广州办事处
- 河南省商务厅驻深圳办事处
- 河南省商务厅驻连云港办事处
- 河南省商务厅驻天津办事处
- 河南省商务厅驻新疆办事处
- 河南省外商投资管理局驻上海联络处
- 豫港投资促进中心
- 河南格林兰大酒店有限公司
- 河南省商务投资有限公司

## 历任领导
| 厅长 - 李清树（2003年11月-2013年3月） - 焦锦淼（2013年3月-2018年1月） - 张延明（2018年3月-2020年1月） - 马 健（2020年3月-2022年1月） - 王振利（2022年2月-） | 党组书记 - 李清树（2003年11月-2013年3月） - 焦锦淼（2013年3月-2017年11月） - 张延明（2017年11月-2020年1月） - 马 健（2020年1月-2022年2月） - 王振利（2022年2月-） |